# ニューファンドランド戦役 (1744年)
ニューファンドランド戦役（ニューファンドランドせんえき、英語: Newfoundland Campaign）はジョージ王戦争初期の1744年にイギリスが行った、ニューファンドランド島北部にあるフランスの港7つと漁船隊への襲撃。イギリス側の指揮官はフリゲートのキンセールの艦長ロバート・ヤングと、ヤング・イーグル（Young Eagle、砲架16台、旋回砲20門、100人）の艦長ジョン・ラウスだった。

## 経過
1744年6月、ラウスはニューファンドランド沖で船を5隻拿捕し、29日にセントジョンズへ連れて戻った。7月1日から12日まで、ラウスはグランドバンクでさらに船9隻を拿捕した。7月末、ラウスはさらに船7隻を連れてフェリーランド港へ到着し、続いて船12隻を拿捕してセントジョンズまで連れて行った。
8月18日、ラウスはイギリス船3隻（うち1隻の艦長はロバート・クレーヴス（Robert Cleves））を連れてフィショット島で船5隻で構成されたフランス艦隊を攻撃した。戦闘は5時間半続き、イギリス側が戦死11人、負傷者30人を出したが、ラウスはフランス側の損害をその倍であると概算し、さらに70人を捕虜にした。続いてラウスはセントジュリアンズへ移動、そこで強い抵抗に遭ったがそれでも船3隻を拿捕した。その後、彼はカーラス（Carrous、カープーン（Carpoon）とキルポン島とも）を攻撃した。

## その後
イギリスの襲撃に対し、ミクマク族の民兵はイル＝ロワイヤルから出撃、1745年8月にニューファンドランドにおけるイギリスの前哨地を攻撃した。彼らはイギリスの家屋を襲撃、23人を捕虜にした。翌年春、ミクマク族は捕虜のうち12人をケベックへの道中にあるセントジョン近くの集合地へ連れて行ったが、捕虜たちは彼らを殺害して脱出した。もう1隊のミクマク族は残りの捕虜11人を連れて同じ集合地に到着するが、先に到着した捕虜にミクマク族の人が殺害されたことを知ると、捕虜たちを殺害した。